# 南関区
南関区（なんかん-く）は中華人民共和国吉林省長春市中南部に位置する市轄区。

## 行政区画
26街道、3鎮、1郷を管轄：
- 街道弁事処：南嶺街道、自強街道、民康街道、新春街道、長通街道、全安街道、曙光街道、永吉街道、桃源街道、鴻城街道、明珠街道、富裕街道、臨河街道、東方広場街道、会展街道、世紀街道、浄月街道、永興街道、彩織街道、博碩街道、福祉街道、徳正街道、徳容街道、盛世街道、徳馨街道、永順街道
- 鎮：新立城鎮、新湖鎮、玉潭鎮
- 郷：幸福郷

## 交通

### 鉄道
- 長春軌道交通
  - ■1号線

（長春駅方面）- 人民広場駅 - 解放大路駅 - 東北師大駅 - 工農広場駅 - 繁栄路駅 - 衛星広場駅 - 市政府駅 - 華慶路駅 - 紅嘴子駅
  - ■2号線

（長春西駅方面）- 解放大路駅 - 平陽街駅 - 南関駅 -（吉林大路方面）
  - ■3号線

（長春駅方面）- 衛光街駅 - 衛星広場駅 - 亜泰立交橋駅 - 伊通河駅 - 職業学院駅 - 吉林広電駅 - 会展中心駅 - 世紀広場駅 - 金鑫街駅 - 博碩路駅 - 金河街駅 - 農博園駅 - 浄月潭公園駅 - 紫杉路駅 - 宝相街駅 - 滑雪場駅 - 長影世紀城駅
  - ■4号線

（長春駅方面）- 東大橋駅 -（区外通過）- 海口路駅 - 浦東路駅 - 威海路駅 - 北海路駅 - 職業学院駅 - 世栄路駅 - 南環城路駅 - 宜盛街駅 - 天工路駅

### 道路
- 高速道路
  - 長春環状高速道路
  - 撫長高速道路
- 国道
  - G302国道